# Drôme Classic 2018
La Drôme Classic 2018, sesta edizione della corsa e valevole come evento dell'UCI Europe Tour 2017 categoria 1.1, si svolse il 25 febbraio 2018 su un percorso di 206 km, con partenza e arrivo a Livron-sur-Drôme, in Francia. La vittoria fu appannaggio del francese Lilian Calmejane, il quale completò il percorso in 5h16'25", alla media di 39,06 km/h, precedendo l'ecuadoriano Jhonatan Narváez e il lussemburghese Bob Jungels.
Sul traguardo di Livron-sur-Drôme 67 ciclisti, su 147 partenti, portarono a termine la competizione.

## Squadre e corridori partecipanti
| N.      | Cod. | Squadra                      |
| ------- | ---- | ---------------------------- |
| 1-7     | WVA  | WB Aqua Protect Veranclassic |
| 11-17   | ALM  | AG2R La Mondiale             |
| 22-27   | TFS  | Trek-Segafredo               |
| 31-37   | FDJ  | FDJ                          |
| 41-47   | QST  | Quick-Step Floors            |
| 51-57   | AST  | Astana Pro Team              |
| 61-67   | TDE  | Direct Énergie               |
| 71-77   | FST  | Team Fortuneo-Samsic         |
| 81-87   | COF  | Cofidis                      |
| 91-97   | VCC  | Vital Concept Cycling Club   |
| 101-107 | ABS  | Aqua Blue Sport              |

| N.      | Cod. | Squadra                         |
| ------- | ---- | ------------------------------- |
| 111-117 | ANS  | Androni Giocattoli-Sidermec     |
| 121-127 | DMP  | Delko Marseille Provence KTM    |
| 131-136 | RNL  | Roompot-Nederlandse Loterij     |
| 141-147 | NIP  | Nippo-Vini Fantini-Europa Ovini |
| 151-157 | BRD  | Bardiani CSF                    |
| 161-167 | WGG  | Wanty-Groupe Gobert             |
| 171-177 | FRA  | Francia                         |
| 181-187 | RLM  | Roubaix Lille Métropole         |
| 191-197 | AUB  | St Michel-Auber 93              |
| 201-207 | RLY  | Rally Cycling                   |
| 211-217 | TVC  | Team Virtu Cycling              |

## Ordine d'arrivo (Top 10)
| Pos. | Corridore         | Squadra    | Tempo    |
| ---- | ----------------- | ---------- | -------- |
| 1    | Lilian Calmejane  | Direct     | 5h16'25" |
| 2    | Jhonatan Narváez  | Quick-Step | a 2"     |
| 3    | Bob Jungels       | Quick-Step | a 11"    |
| 4    | Samuel Dumoulin   | AG2R       | a 1'06"  |
| 5    | Arthur Vichot     | FDJ        | a 1'10"  |
| 6    | Jonathan Hivert   | Direct     | s.t.     |
| 7    | Andrea Pasqualon  | Wanty      | s.t.     |
| 8    | Romain Bardet     | AG2R       | s.t.     |
| 9    | Pieter Serry      | Quick-Step | s.t.     |
| 10   | Lawrence Warbasse | Aqua Blue  | s.t.     |